# Lake Township (comté de Pottawattamie, Iowa)
Lake Township est un township du comté de Pottawattamie en Iowa, aux États-Unis,.

## Source de la traduction
- (es) Cet article est partiellement ou en totalité issu de l’article de Wikipédia en espagnol intitulé « Municipio de Lake (condado de Pottawattamie, Iowa) » (voir la liste des auteurs).